# Buren Baya’er
Buren Baya’er, Bürin Bayar, chiń. upr. 布仁巴雅尔; chiń. trad. 布仁巴雅爾; pinyin Bùrén Bāyá’ěr; mong. ᠪᠦᠷᠡᠨ ᠪᠠᠶᠠᠷ, Бүрэнбаяр; ur. 1960, zm. 19 września 2018) – chiński piosenkarz, autor tekstów i dziennikarz. Należał do etnicznej mniejszości mongolskiej zamieszkałej w chińskim Regionie Autonomicznym Mongolii Wewnętrznej. Śpiewał zarówno po mongolsku, jak też po chińsku (w dialekcie mandaryńskim).

## Życiorys
Buren Baya’er urodził się w roku 1960 w Mongolii Wewnętrznej.
Już od dziecka zdradzał talent muzyczny. Mając sześć lat dał się poznać jako utalentowany wokalista, śpiewając przy różnych okazjach dla lokalnej społeczności, lecz poważnie zajął się śpiewem znacznie później. W 1994 r. skomponował piosenkę „Jixiang sanbao” (chin. 吉祥三宝; ang. „Lucky Treasures”).
Niektóre media utrzymywały, że utwór ten jest plagiatem piosenki z francuskiego filmu Motylek („Le Papillon”) z 2002 roku w reżyserii Philippe Muyla. Podobieństwo miałoby polegać nie na melodii, lecz na treści tekstu – rozmowach między ojcem i córką. Buren Baya’er odpierał zarzuty twierdząc, że piosenka została skomponowana w 1994 roku. Natchnieniem były codzienne rozmowy z jego trzyletnią wówczas córką Normą. Dowodem ma być kaseta magnetofonowa nagrana w roku 1997 w nakładzie 500 egzemplarzy, która była rozpowszechniona przez Buren Baya’era na festiwalu muzyki ludowej we Francji w 1998 roku. Również sam Philippe Muyl miał przyznać, że nie widzi znaczącego podobieństwa między tymi dwoma utworami poza tym, że oba mają formę dialogu między dzieckiem i dorosłym.

## Chór dziecięcy
Buren Baya’er był także dyrektorem Chóru Dziecięcego z Hulun Buir, który prowadził wraz z żoną Wuriną, również piosenkarką. Mieli córkę Normę a także przybranego syna Uudama, który należy do tego chóru i jest popularnym w Chinach dziecięcym piosenkarzem. Oboje - Norma i Uudam - wydali już własne płyty CD.

## Dyskografia
- 1997 „Jixiang sansao” (chin. 吉祥三宝; ang. „Lucky Treasures”) - kaseta magnetofonowa[7]
- Wulanbatou de baba (chin. 乌兰巴托的爸爸; ang. „Father in Ulan Bator”)[10]
- 2011 Tianbian (chin. 天边; ang. „The Moon and The Stars”)[4]

## Wybrane teledyski
- „Dai wo qu caoyuan ba” (chin. 带我去草原吧; ang. „Take me to the Prairie”)
- „Fuqin de caoyuan muqin de he” (chin. 父亲的草原母亲的河; ang. „Father’s Prairie, Mother’s River”)